# Bank of China (Hong Kong)
Die Bank of China (Hong Kong) Limited (BOCHK) ist ein Finanzunternehmen aus der Volksrepublik China. Die Bank ist im Hang Seng Index gelistet. Der Firmensitz des Unternehmens befindet sich in Hongkong. Das Unternehmen wurde am 1. Oktober 2001 durch eine Fusion gegründet und beschäftigt rund 13.000 Mitarbeiter (Stand: Juni 2004).
Es handelt sich um ein Tochterunternehmen der Bank of China, welches rechtlich von seinem Mutterkonzern unabhängig ist, jedoch eng mit ihm in Verwaltungs-, Management-, Versicherungs- und Wertpapierangelegenheiten zusammenarbeitet.
Sie gehört zu den drei Banken, die den Hongkong-Dollar herausgeben. Das Unternehmen ist das größte Mitglied und der Gründer des JETCO-Geldautomatensystems sowie die einzige zugelassene Bank in Hongkong für Währungstransaktionen mit dem Renminbi, Chinas Währung.
Die Bank of China Hong Kong ist die zweitgrößte Bankengruppe in Hong Kong in Vermögen und Kundenkonten mit mehr als 300 Filialen in Hong Kong. Der Sitz der Bank ist im Bank of China Tower, welchen sie sich mit der Muttergesellschaft teilt. Er war bei seiner Fertigstellung im Jahre 1990 das größte Gebäude außerhalb der Vereinigten Staaten.

## Geschichte

Logo der
Bank of China Group

### Die Bank of China Group
Im Jahre 1917 eröffnete die Bank of China in Hongkong eine Filiale. Sie war die erste staatliche chinesische Bank in der damaligen Kronkolonie, doch es folgten bald weitere. Die Yien Yieh Bank zog im Jahre 1918 als erstes nach. Als 1949 die Volksrepublik China ausgerufen wurde, befanden sich bereits 15 staatliche, und weitere neun teils privatisierte Banken in Hongkong.
Im Jahre 1952 schlossen sich die teilprivatisierten Banken (Sin Hua Bank Limited, China & South Sea Bank Limited, Kincheng Banking Corporation, China State Bank Limited, The National Commercial Bank Limited, Yien Yieh Commercial Bank, Young Brothers Banking Corporation, Wo Sang Bank und die National Industrial Bank of China) mit der Bank of China in Hongkong zusammen, wobei die drei letztgenannten ihre Zweigstellen zwei Jahre später wieder aufgeben mussten. Die Leitung der sechs übrigen Unternehmen in Hongkong wurde 1958 an eine Abteilung der Bank of China übertragen. Die Kwangtung Provincial Bank, Hua Chiao Commercial Bank Limited, sowie die Bank of Communications wurden übernommen.
In den 1980er Jahren wurde eine gemeinsame IT-Plattform eingerichtet. Somit konnten Finanz- und Devisentransaktionen entscheidend vereinfacht werden. Die Bank of China Group wurde durch die Fusionierung der Banken gegründet, die Geschäftsleitung der einzelnen Unternehmen wurde jedoch beibehalten.

### Umstrukturierung des Unternehmens
Die Bank of Communications löste sich 1998 aus dem Zusammenschluss der Bank of China Group, welche sich daraufhin für den Börsengang völlig umstrukturierte. Die Aktionäre wurden ausbezahlt und offizielle Umstrukturierungspläne wurden von der Peoples Bank of China anerkannt. Anfang 2001 wurden die ersten Änderungen wirksam. Die Umstrukturierung sah eine Fusionierung der auf dem Festland befindlichen Banken mit der Po Sang Bank vor. Das Unternehmen nannte sich fortan Bank of China (Hong Kong). Die Nanyang Commercial Bank, Chiyu Banking Corporation und die BOC Credit Card Ltd. in Hongkong wurden Tochtergesellschaften. Die Fusion wurde am 12. Juli 2001 vom Legislative Council of Hong Kong legitimiert und war am 1. Oktober vollständig abgeschlossen.

## Börsenstruktur
Die Bank of China Hong Kong ist unter dem Namen BOC (Hong Kong) Holdings Limited an der Börse notiert. Zu finden ist sie an der Hong Kong Stock Exchange unter dem Symbol 2388 und im American Depositary Receipt unter dem Symbol BHKLY. Die Bank ist seit Juli 2002 im Hang Seng Index gelistet. Damit war sie das erste Unternehmen in einem chinesischen Aktienindex, welches sich nicht in Festlandchina befand. In zwölf Monaten, bis zum 31. Dezember 2003, hatte BOC (Hong Kong) Holdings Limited einen Jahresüberschuss von 8 Milliarden Hongkong-Dollar bei einem Ertrag von 11,6 Milliarden HK$.
2008 gehörten 65,73 % des Unternehmens der Bank of China, die wiederum zu 67,49 % von der Central SAFE Investments Limited gehalten wird. Dabei handelt es sich um eine Vermögensverwaltungsgesellschaft, die vollständig der Regierung der Volksrepublik China unterstellt ist.

## Der Hongkong-Dollar
Hauptartikel: Hongkong-Dollar
Die Bank of China Hong Kong ist eine der drei Banken, die den Hongkong-Dollar herausgibt. Die beiden anderen Institute sind die HSBC und die Standard Chartered Bank. Zwischen diesen drei Banken wird turnusmäßig der Vorstand der Hong Kong Association of Banks gewechselt, welche der Kern der Banken in Hong Kong ist.
Am 1. Mai 1994 begann die Bank of China mit der Verbreitung des Hongkong-Dollars mit dem Aufdruck Bank of China Hong Kong Branch. Seit dem Jahre 2004 ist ein neuer Satz Banknoten im Umlauf, der die Aufschrift Bank of China (Hong Kong) trägt.

## Der Renminbi
Hauptartikel: Renminbi

Kreditkarten und Sparbücher der BOCHK für den Renminbi

Vor 1993 war der Umlauf des Renminbi außerhalb des chinesischen Festlands nicht erlaubt. Reisende mussten daher bei der Ausreise das Geld in eine andere Währung umtauschen. Diese Bestimmung wurde im März aufgehoben und es war gestattet, pro Person 6 000 Renminbi auszuführen (damals ungefähr 540 Euro). Diese Grenze wurde Anfang 2005 auf 20 000 erhöht, obwohl schon im Jahr 2001 darüber diskutiert wurde, eine offizielle Möglichkeit zum offiziellen Währungsaustausch innerhalb Hongkongs einzurichten.
Seit Januar 2004 ist die Bank of China Hong Kong die einzige Bank innerhalb Hongkongs, die Transaktionen mit dem Renminbi vollziehen darf. In einem Entscheidungsprozess wurde sie am 31. Dezember 2003 als Clearingbank für Hongkong ausgewählt. Zunächst konnten Kreditkarten benutzt werden, die von Banken des chinesischen Festlandes herausgegeben wurden. Danach, ab dem 25. Februar, gab es bereits die Möglichkeit Geld einzuzahlen, zu überweisen und die Währungen Chinas und Hongkongs im jeweiligen Land auszutauschen. Ab dem 30. April 2004 wurden in den Banken sogar Kreditkarten zur Benutzung in China sowie Bargeld angeboten.

## Bank of China Tower
Hauptartikel: Bank of China Tower

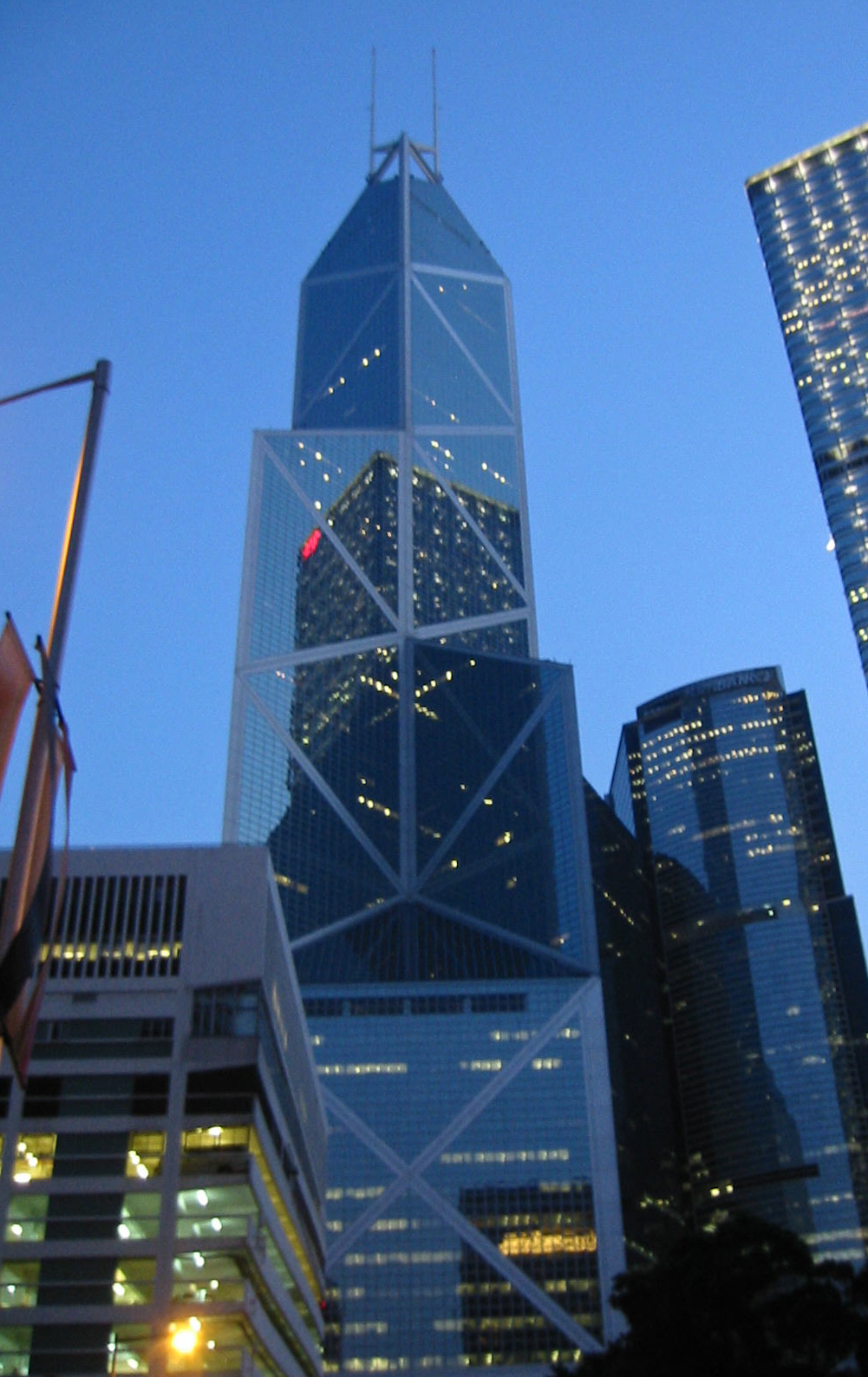
Der Bank of China Tower am frühen Morgen

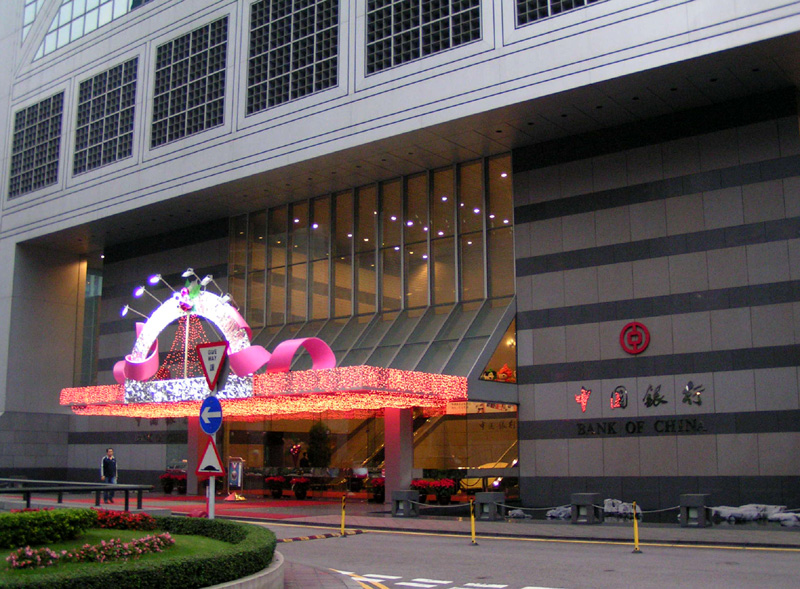
Der Südeingang

Im Bank of China Tower, der sich im Stadtteil Central befindet, ist die Hauptniederlassung der Bank of China Hong Kong untergebracht. Der 367,4 m hohe Büroturm wurde vom Architekten Ieoh Ming Pei im Stil des Expressionismus gebaut und hat 72 Etagen.
Es handelt sich um das erste Gebäude außerhalb Nordamerikas, welches über 304 m groß ist. Das Gebäude war von 1989 bis 1992 das höchste Asiens und liegt bis heute weltweit auf Platz 12. Im 42. und 70. Stock befinden sich Aussichtsplattformen, wovon die letztere nur auf Vereinbarung erreichbar ist.
Die Struktur weist auf wachsende Bambuspflanzen hin, die als Zeichen von Lebensgrundlage und Wohlstand zu verstehen sind. Die Gesamtstruktur des Gebäudes wird von den vier Säulen an den Kanten unterstützt, auf die das Gewicht mit Hilfe der dreieckigen Rahmen verlagert wird. Die Außenfassade des Wolkenkratzers ist gläsern.